# Монтрёй-Белле (коммуна)
Монтрёй-Белле (фр. Montreuil-Bellay) — коммуна на западе Франции, регион Пеи-де-ла-Луар, департамент Мен и Луара, округ Сомюр, кантон Дуэ-ан-Анжу. Расположена в 53 км к юго-западу от Анже и в 74 км к северо-западу от Пуатье, в 25 км от автомагистрали А85. Через территорию коммуны протекает река Туэ, приток Луара. В центре коммуны находится железнодорожная станция Монтрёй-Белле линий Шартр-Бордо и Анже-Лудён.
Население (2020) — 3 705 человек.

## История
Поселение Монтрёй-Белле возникло в XI веке вокруг аббатства Святого Николая, от которого и получило свое название (Montreuil в переводе с французского означает монастырь). Примерно в 1026 году граф Анжуйский Фульк III Нерра основал крепость на возвышенности на берегу реки Туэ и передал его в управление своему вассалу Берле, чье имя в результате искажения по времени дало поселку вторую часть его названия. 
Фульк Иерусалимский стал графом Анжу в 1109 году. В 1124 году анжуйские бароны подняли восстание, которое он подавил, захватив несколько замков, в том числе и Монтрей-Белле. Восстания продолжились при его сыне и преемнике Жоффруа V Плантагенете, которому потребовалось несколько лет осаждать Монтрей-Белле, прежде чем он пал. 
При королях Франции Монтрей-Белле стал административным центром района, подчиняясь сенешалю Сомюра в судебном и епископу Пуатье в религиозном отношениях. Перенос административного центра в Сомюр во время Французской революции уменьшил торговое, экономическое и административное значение города, который с 1790 года был лишь административным центром кантона.
8 июня 1793 года город был ненадолго взят мятежниками во время Вандейского восстания, было торжественно спилено «Дерево свободы». В конце XIX века в Монтрёй-Белле пришла железная дорога, соединившая Тур и Ла-Рош-сюр-Йон.
С 8 ноября 1941 года по 16 января 1945 года режим Виши превратил город Монтрей-Белле в лагерь для «лиц без определенного места жительства, кочевников и бродяг, принадлежащих к цыганскому типу». Этот лагерь по своей сути представлял собой концентрационный лагерь. В июле 2010 года руины этого лагеря были внесены в список исторических памятников, чтобы предотвратить их полное исчезновение и сохрнаить его в памяти потомков. Во время своего первого президентского визита на территорию этого бывшего лагеря для интернированных Франсуа Олланд 29 октября 2016 года признал ответственность Франции за интернирование тысяч цыган режимом Виши.

## Достопримечательности
- Шато Монтрёй-Белле XI века
- Церковь Нотр-Дам XV века в стиле анжуйской готики, примыкает к шато

## Экономика
Структура занятости населения:
- сельское хозяйство — 6,4 %
- промышленность — 31,8 %
- строительство — 2,1 %
- торговля, транспорт и сфера услуг — 37,5 %
- государственные и муниципальные службы — 22,2 %

Уровень безработицы (2020) — 16,5 % (Франция в целом — 12,7 %, департамент Мен и Луара— 11,0 %). 

Среднегодовой доход на 1 человека, евро (2020) — 20 290 (Франция в целом — 22 400, департамент Мен и Луара — 21 790).

## Демография
Динамика численности населения, чел.

## Администрация
Пост мэра Монтрёй-Белле с 2014 года занимает Марк Боннен (Marc Bonnin). На муниципальных выборах 2020 года возглавляемый им независимый список победил в 1-м туре, получив 69,56 % голосов.
| Период | Период | Фамилия       | Партия                   | Примечания                                                                       |
| ------ | ------ | ------------- | ------------------------ | -------------------------------------------------------------------------------- |
| 1965   | 1975   | Эдгар Пизани  | Союз за новую Республику | депутат Национального собрания, сенатор, министр сельского хозяйства (1961-1966) |
| 1975   | 1989   | Альбер Ру     |                          |                                                                                  |
| 1989   | 2010   | Поль Лупе     | Разные левые             | учитель                                                                          |
| 2010   | 2014   | Жослин Мартен | Разные левые             | директор учебного центра                                                         |
| 2014   |        | Марк Боннен   | Разные правые            | винодел                                                                          |

## Знаменитые уроженцы
- Олив Шарлье Васлен (1794-1889), виолончелист
- Альфонс Туссенель (1803-1885), натуралист, журналист и писатель

## Галерея

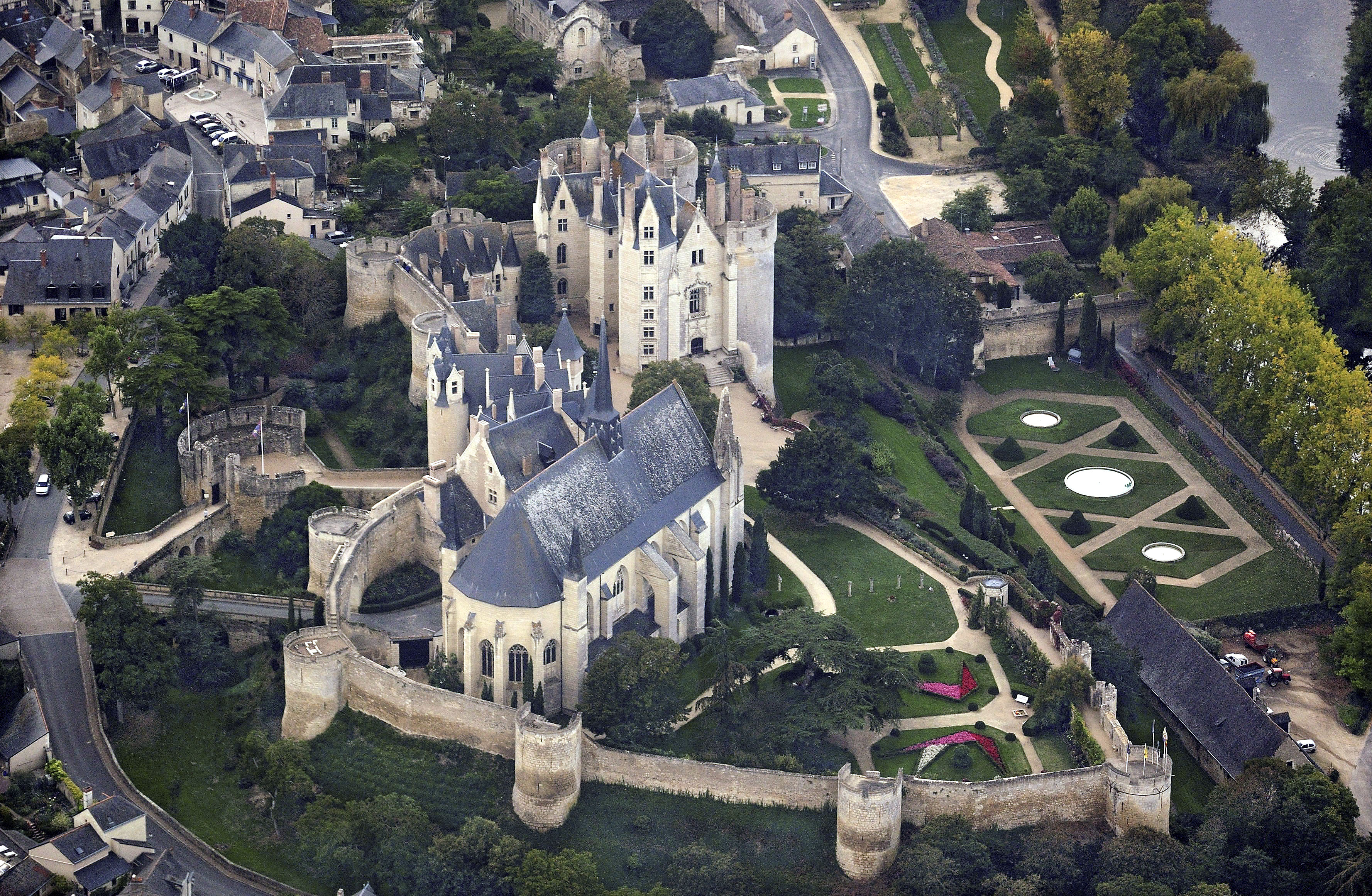
Шато Монтрёй-Белле
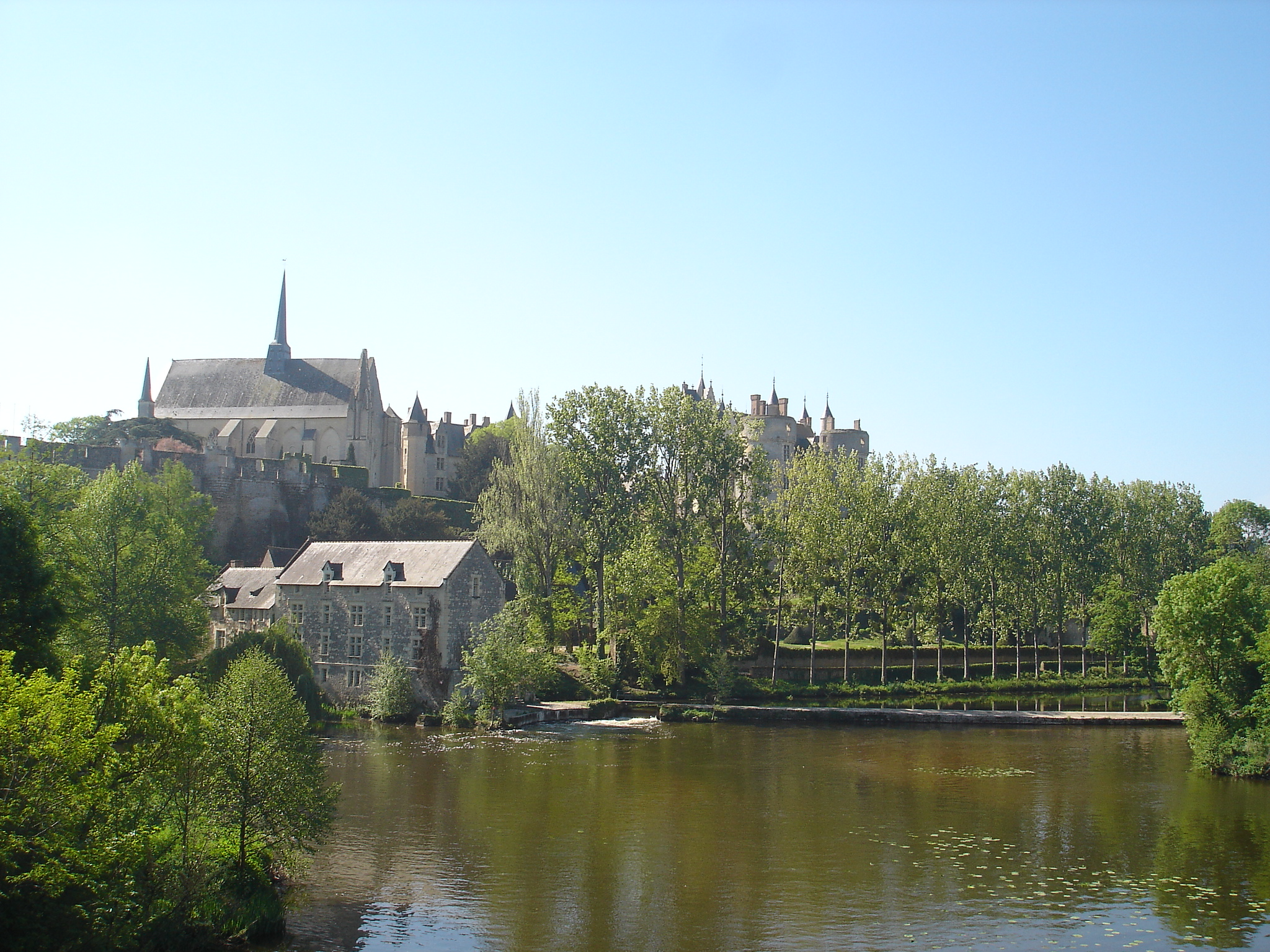
Река Туэ в Монтрёй-Белле
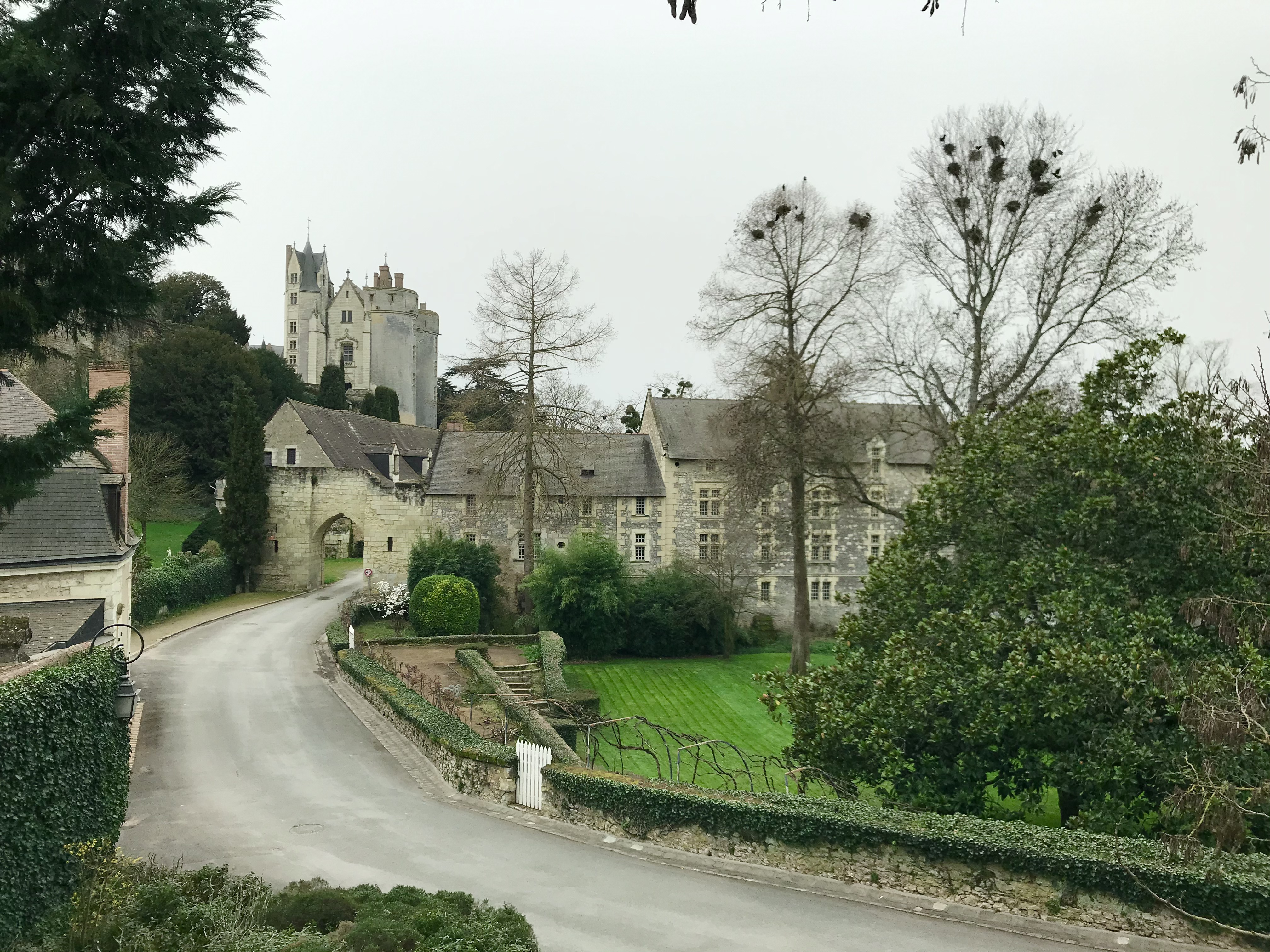
Улица к шато

Шаблон:Коммуны округа Сомюр